# Álvaro Carrillo Alacid
Álvaro Carrillo Alacid (Murcia, Región de Murcia, 6 de abril de 2002) es un futbolista español que juega como defensa central en el Sociedad Deportiva Eibar de la  Segunda División de España.

## Trayectoria
Natural de Zarandona en Murcia, es un futbolista formado en la Escuela de Fútbol Murcia Promesas desde 2007 a 2014, fecha en la que ingresó en el Real Murcia CF, donde permaneció una temporada.
En la temporada 2015-16, ingresa en la cantera del Real Madrid Club de Fútbol para incorporarse al cadete "B".
Carrillo va quemando etapas en el conjunto blanco y en la temporada 2019-20, logra el título de la Liga Juvenil de la UEFA 2019-20 en las filas del juvenil "A".
En la temporada 2020-21, forma parte del Real Madrid Castilla Club de Fútbol en la Segunda División B de España. El 25 de noviembre de 2020, hizo su debut con el Real Madrid Castilla Club de Fútbol de la Segunda División B de España en un encuentro frente al Atlético Baleares. 
En las siguientes temporadas se afianza en las filas del Real Madrid Castilla Club de Fútbol en la Primera Federación, pudiendo alternar las posiciones de ambos laterales y de defensa central.
El 6 de enero de 2023, Carrillo es renovado hasta 2025.
El 3 de octubre de 2023, es convocado con el primer equipo del Real Madrid Club de Fútbol en un encuentro frente al S. S. C. Napoli en Champions, pero no llegó a debutar.
El 6 de enero de 2024 hizo su debut con el primer equipo del Real Madrid en un encuentro de dieciseisavos de final de la Copa del Rey contra el Arandina C. F. disputado en el Estadio El Montecillo. El central salió de titular y el equipo ganó por 1-3.

## Selección nacional

### Categorías inferiores
Carrillo es internacional con la selección de fútbol sub-17 de España y sub-19.

## Palmarés

### Campeonatos internacionales
| Títulos                   | Club              | Sede  | Año     |
| ------------------------- | ----------------- | ----- | ------- |
| Liga de Campeones juvenil | Real Madrid C. F. | Suiza | 2019-20 |

## Refe[5]rencias
1. ↑  Ficha en transfermarkt
2. ↑  as.com (3 de enero de 2023). «El Madrid renueva a Carrillo, la navaja suiza de Raúl».
3. ↑  laopiniondemurcia.es (6 de enero de 2023). «El murciano Álvaro Carrillo renueva con el Real Madrid hasta 2025».
4. ↑  de la Riva, Mario (6 de enero de 2024). «Debutan Güler, Carrillo y Tobias». AS (Grupo PRISA). Consultado el 8 de enero de 2024.
5. ↑  «La convocatoria del Real Madrid para Nápoles». Mundo Deportivo. 1 de octubre de 2023. Consultado el 30 de octubre de 2023.